# Amphilochoides serratipes
Amphilochoides serratipes är en kräftdjursart som först beskrevs av Norman 1869.  Amphilochoides serratipes ingår i släktet Amphilochoides och familjen Amphilochidae. Arten är reproducerande i Sverige. Inga underarter finns listade i Catalogue of Life.